# Mahito Yokota
Mahito Yokota (横田 真人, Yokota Mahito) is een Japanse componist die muziek schrijft voor computerspellen. Hij is vooral bekend geworden door zijn composities voor de Nintendo-spellen Super Mario Galaxy en Super Mario Galaxy 2.
Yokota begon zijn carrière als geluidsregisseur bij ontwikkelaar Koei waar hij onder andere assisteerde bij de muziek van de spellen Kessen, Kessen 2, Crimson Sea en Dynasty Warriors 4. In 2003 kwam hij te werken bij Nintendo op de afdeling Nintendo EAD Tokyo (onder leiding van Yoshiaki Koizumi). Zijn eerste opdracht was het componeren van de muziek voor het spel Donkey Kong Jungle Beat.
Hetzelfde team verantwoordelijk voor Donkey Kong Jungle Beat kreeg de opdracht om een nieuwe Mario-titel te ontwikkelen, waardoor hij automatisch de hoofdcomponist/geluidsregisseur werd van dit project (onder toezicht van Koji Kondo). Dit spel werd uiteindelijk Super Mario Galaxy. Yokota is grotendeels verantwoordelijk voor de nieuwe richting die de muziek maakte (in vergelijking met de vorige Mario-spellen). Op zijn aandringen werd een hoop muziek uit dit spel uitgevoerd door een orkest (en een koor voor de eindbaas muziek). In eerste instantie was Shigeru Miyamoto tegen het gebruik van een orkest, omdat de muziek op deze manier te veel zou afwijken van de muziekstijl die men normaal gesproken gewend was van een Mario-spel. Nadat Yokota goedkeuring kreeg voor een 50-tallig orkest, gaf Miyamoto achteraf aan dat ze absoluut de juiste keuze hadden gemaakt.
Yokota componeerde ook grotendeels de muziek voor Super Mario Galaxy 2, waarvoor hij vergelijkbare muziek schreef als in het eerste deel. Deze keer werd hij bijgestaan door nieuwkomer Ryo Nagamatsu (hij werkte o.a. aan de muziek van New Super Mario Bros. Wii).

## Lijst met soundtracks voor computerspellen
- Sangokushi Sousouden (1998)
- Kessen (2000)
- Kessen 2 (2001)
- Crimson Sea (2002)
- Dynasty Warriors 4 (2003)
- Donkey Kong: Jungle Beat (2004)
- The Legend of Zelda: Twilight Princess (2006)  (alleen de orkestmuziek)
- Super Mario Galaxy (2007)  (met Koji Kondo)
- Wii Music (2008)  (met Kenta Nagata, Toru Minegishi en Hajime Wakai)
- Super Mario Galaxy 2 (2010)  (met Ryo Nagamatsu en Koji Kondo)
- The Legend of Zelda: Skyward Sword (2011)  (met Hajime Wakai)
- Super Mario 3D Land (2011)
- New Super Mario Bros. U  (2012)   (met Shiho Fujii)
- New Super Luigi U  (2013)   (met Shiho Fujii)
- Super Mario 3D World  (2013)   (met Koji Kondo)
- Super Mario Odyssey  (2017)